# Max Sefeloge
Maximilian Joseph Sefeloge (* 29. März 1821 in Wetzlar; † 27. Januar 1859 in  Nietleben bei Halle an der Saale) war ein wegen geistiger Verwirrung (damals oft vertretene Diagnose: Monomanie) aus dem Dienst entlassener Feuerwerker der preußischen Garde-Artillerie-Brigade, der am 22. Mai 1850 um die Mittagszeit auf dem Potsdamer Bahnhof in Berlin ein Pistolen-Attentat auf den preußischen König Friedrich Wilhelm IV. verübte. Der König wurde am Arm verletzt (Durchschuss), der Attentäter noch vor Ort festgenommen; Ordnungskräfte mussten ihn vor der aufgebrachten Menge schützen.
Nach zahlreichen Untersuchungen und Gesprächen wurde Sefeloge am 4. Dezember 1850 offiziell für geisteskrank – in damaliger Formulierung: „blödsinning in gerichtlicher Hinsicht“ – erklärt. Am 20. Dezember stellte man das Verfahren gegen ihn ein, und im Februar 1851 wurde er in die Provinzial-Irrenanstalt Halle-Nietleben verbracht.
Die erhitzte Debatte um Sefeloges Motivation, die über Wochen nach dem Attentat in der preußischen und deutschen Presse geführt wurde, kreiste um die Fragen, ob er entweder selbst aus politischen Beweggründen gehandelt hatte oder "demokratische Kräfte" ihn instrumentalisiert und zu seiner Tat angestiftet hatten. Obwohl es sich, nach späteren Erkenntnissen, um einen Einzeltäter handelte, der keine politische Interessen verfolgte, reagierte der preußische Staat in den Tagen nach dem Attentat äußerst harsch: Zahlreiche Personen, die mit dem Attentat nicht das Geringste zu tun hatten, wurden vorübergehend verhaftet, weil man ihre "demokratische" Gesinnung als ausreichend für eine mögliche Tatbeteiligung ansah; auch Druckereien und Arbeitervereine wurden geschlossen bzw. verboten, obwohl sich keine Verbindung zu Sefeloges Tat herstellen ließ. Friedrich Wilhelm IV. selbst war davon überzeugt, dass Sefeloge aus politischer Überzeugung und nicht aufgrund von Geisteskrankheit gehandelt hatte.